# Sommatino
Sommatino é uma comuna italiana da região da Sicília, província de Caltanissetta, com cerca de 7.876 habitantes. Estende-se por uma área de 34 km², tendo uma densidade populacional de 232 hab/km². Faz fronteira com Caltanissetta, Mazzarino, Naro (AG), Ravanusa (AG), Riesi.

## Demografia
| Variação demográfica do município entre 1861 e 2011                               |
|                                                                                   |
| Fonte: Istituto Nazionale di Statistica (ISTAT) - Elaboração gráfica da Wikipedia |